# MU Возничего
MU Возничего (лат. MU Aurigae) — двойная затменная переменная звезда типа Алголя (EA) в созвездии Возничего на расстоянии приблизительно 4124 световых лет (около 1265 парсеков) от Солнца. Видимая звёздная величина звезды — от +13,6m до +13,2m. Орбитальный период — около 2,2023 суток.

## Характеристики
Первый компонент — жёлтая звезда спектрального класса G. Радиус — около 3,82 солнечных, светимость — около 12,653 солнечных. Эффективная температура — около 5566 К.